# Lista över avsnitt av Star Trek: Deep Space Nine
Detta är en lista över avsnitt från TV-serien Star Trek: Deep Space Nine, som ursprungligen sändes mellan 3 januari 1993 och 2 juni 1999 i syndikering. Sammanlagt producerades 176 avsnitt.

## Översikt
| Säsong | Säsong | Avsnitt | Avsnitt | Originalvisning       | Originalvisning      |
| Säsong | Säsong | Avsnitt | Avsnitt | Första sändningsdatum | Sista sändningsdatum |
| ------ | ------ | ------- | ------- | --------------------- | -------------------- |
|        | 1      | 20      | 20      | 3 januari 1993        | 20 juni 1993         |
|        | 2      | 26      | 26      | 26 september 1993     | 12 juni 1994         |
|        | 3      | 26      | 26      | 26 september 1994     | 19 juni 1995         |
|        | 4      | 26      | 26      | 2 oktober 1995        | 17 juni 1996         |
|        | 5      | 26      | 26      | 30 september 1996     | 16 juni 1997         |
|        | 6      | 26      | 26      | 29 september 1997     | 17 juni 1998         |
|        | 7      | 26      | 26      | 30 september 1998     | 2 juni 1999          |

## Avsnitt

### Säsong 1 (1993)
| Nr i serien | Nr i säsongen | Titel                          | Stardate | Regissör         | Författare                                                             | Sändningsdatum   | Prod. kod |
| --- | ------------- | ------------------------------ | -------- | ---------------- | ---------------------------------------------------------------------- | ---------------- | --------- |
| 12 | 12            | "Emissary"                     | 46379.1  | David Carson     | Rick Berman & Michael Piller                                           | 3 januari 1993   | 401       |
| En ny besättning tar över en före detta cardassisk rymdstation kallad Deep Space Nine. Ett bajoranskt maskhål öppnas permanent och en konflikt med Cardassia undviks. Gästskådespelare: Patrick Stewart. |               |                                |          |                  |                                                                        |                  |           |
| 3 | 3             | "Past Prologue"                | Okänt    | Winrich Kolbe    | Katharyn Powers                                                        | 10 januari 1993  | 404       |
| En bajoransk terrorist med anknytning till Kira Nerys kommer ombord på Deep Space Nine, men han förföljs av cardassierna.                                                                                |               |                                |          |                  |                                                                        |                  |           |
| 4 | 4             | "A Man Alone"                  | 46421.5  | Paul Lynch       | Gerald Sanford & Michael Piller                                        | 17 januari 1993  | 403       |
| 5 | 5             | "Babel"                        | 46423.7  | Paul Lynch       | Sally Caves & Ira Steven Behr                                          | 24 januari 1993  | 405       |
| 6 | 6             | "Captive Pursuit"              | Okänt    | Corey Allen      | Jill Sherman Donner & Michael Piller                                   | 31 januari 1993  | 406       |
| 7 | 7             | "Q-Less"                       | 46531.2  | Paul Lynch       | Robert Hewitt Wolfe & Hannah Louise Shearer                            | 7 februari 1993  | 407       |
| Q och Vash dyker upp på Deep Space Nine och stationen utsätts för ett mystiskt systemfel. |               |                                |          |                  |                                                                        |                  |           |
| 8 | 8             | "Dax"                          | 46910.1  | David Carson     | D. C. Fontana & Peter Allan Fields                                     | 14 februari 1993 | 408       |
| 9 | 9             | "The Passenger"                | Okänt    | Paul Lynch       | Morgan Gendel, Robert Hewitt Wolfe & Michael Piller                    | 21 februari 1993 | 409       |
| 10 | 10            | "Move Along Home"              | Okänt    | David Carson     | Frederick Rappaport, Lisa Rich, Jeanne Carrigan-Fauci & Michael Piller | 14 mars 1993     | 410       |
| 11 | 11            | "The Nagus"                    | Okänt    | David Livingston | Ira Steven Behr                                                        | 21 mars 1993     | 411       |
| 12 | 12            | "Vortex"                       | Okänt    | Winrich Kolbe    | Sam Rolfe                                                              | 18 april 1993    | 412       |
| 13 | 13            | "Battle Lines"                 | Okänt    | Paul Lynch       | Hilary J. Bader, Richard Danus & Evan Carlos Somers                    | 25 april 1993    | 413       |
| 14 | 14            | "The Storyteller"              | 46729.1  | David Livingston | Kurt Michael Bensmiller & Ira Steven Behr                              | 2 maj 1993       | 414       |
| 15 | 15            | "Progress"                     | 46844.3  | Les Landau       | Peter Allan Fields                                                     | 9 maj 1993       | 415       |
| 16 | 16            | "If Wishes Were Horses"        | 46853.2  | Robert Legato    | Nell McCue Crawford, William L. Crawford & Michael Piller              | 16 maj 1993      | 416       |
| 17 | 17            | "The Forsaken"                 | 46925.1  | Les Landau       | Jim Trombetta, Don Carlos Dunaway & Michael Piller                     | 23 maj 1993      | 417       |
| 18 | 18            | "Dramatis Personae"            | 46922.3  | Cliff Bole       | Joe Menosky                                                            | 30 maj 1993      | 418       |
| 19 | 19            | "Duet"                         | Okänt    | James L. Conway  | Lisa Rich, Jeanne Carrigan-Fauci & Peter Allan Fields                  | 13 juni 1993     | 419       |
| 20 | 20            | "In the Hands of the Prophets" | Okänt    | David Livingston | Robert Hewitt Wolfe                                                    | 20 juni 1993     | 420       |

### Säsong 2 (1993–94)
| Nr i serien | Nr i säsongen | Titel                  | Stardate | Regissör                    | Författare                                                               | Sändningsdatum          | Prod. kod |
| ----------- | ------------- | ---------------------- | -------- | --------------------------- | ------------------------------------------------------------------------ | ----------------------- | --------- |
| 21          | 1             | "The Homecoming"       | Okänt    | Winrich Kolbe               | Jeri Taylor & Ira Steven Behr                                            | 26 september 1993       | 421       |
| 22          | 2             | "The Circle"           | Okänt    | Corey Allen                 | Peter Allan Fields                                                       | 3 oktober 1993          | 422       |
| 23          | 3             | "The Siege"            | Okänt    | Winrich Kolbe               | Michael Piller                                                           | 10 oktober 1993         | 423       |
| 24          | 4             | "Invasive Procedures"  | 47182.1  | Les Landau                  | John Whelpley & Robert Hewitt Wolfe                                      | 17 oktober 1993         | 424       |
| 25          | 5             | "Cardassians"          | 47177.2  | Cliff Bole                  | Gene Wolande, John Wright & James Crocker                                | 24 oktober 1993         | 425       |
| 26          | 6             | "Melora"               | 47229.1  | Cliff Bole                  | Evan Carlos Somers, Steven Baum, Michael Piller & James Crocker          | 31 oktober 1993         | 426       |
| 27          | 7             | "Rules of Acquisition" | Okänt    | David Livingston            | Hilary J. Bader & Ira Steven Behr                                        | 7 november 1993         | 427       |
| 28          | 8             | "Necessary Evil"       | 47282.5  | James L. Conway             | Peter Allan Fields                                                       | 14 november 1993        | 428       |
| 29          | 9             | "Second Sight"         | 47329.4  | Alexander Singer            | Mark Gehred-O'Connell, Ira Steven Behr & Robert Hewitt Wolfe             | 21 november 1993        | 429       |
| 30          | 10            | "Sanctuary"            | 47391.2  | Les Landau                  | Gabe Essoe, Kelley Miles & Frederick Rappaport                           | 28 november 1993        | 430       |
| 31          | 11            | "Rivals"               | Okänt    | David Livingston            | Jim Trombetta, Michael Piller & Joe Menosky                              | 2 januari 1994          | 431       |
| 32          | 12            | "The Alternate"        | 47391.7  | David Carson                | Jim Trombetta & Bill Dial                                                | 9 januari 1994          | 432       |
| 33          | 13            | "Armageddon Game"      | 47529.4  | Winrich Kolbe               | Morgan Gendel                                                            | 30 januari 1994         | 433       |
| 34          | 14            | "Whispers"             | 47581.2  | Les Landau                  | Paul Robert Coyle                                                        | 6 februari 1994         | 434       |
| 35          | 15            | "Paradise"             | 47573.1  | Corey Allen                 | Jeff King, Richard Manning, Hans Beimler, Jim Trombetta & James Crocker  | 13 februari 1994        | 435       |
| 36          | 16            | "Shadowplay"           | 47603.3  | Robert Scheerer             | Robert Hewitt Wolfe                                                      | 20 februari 1994        | 436       |
| 37          | 17            | "Playing God"          | Okänt    | David Livingston            | Jim Trombetta & Michael Piller                                           | 27 februari 1994        | 437       |
| 38          | 18            | "Profit and Loss"      | Okänt    | Robert Wiemer               | Flip Kobler & Cindy Marcus                                               | 20 mars 1994            | 438       |
| 39          | 19            | "Blood Oath"           | Okänt    | Winrich Kolbe               | Peter Allan Fields                                                       | 27 mars 1994            | 439       |
| 4041        | 2021          | "The Maquis"           | Okänt    | David LivingstonCorey Allen | Rick Berman, Michael Piller, Jeri Taylor, James Cocker & Ira Steven Behr | 24 april 19941 maj 1994 | 440441    |
| 42          | 22            | "The Wire"             | Okänt    | Kim Friedman                | Robert Hewitt Wolfe                                                      | 8 maj 1994              | 442       |
| 43          | 23            | "Crossover"            | 47879.2  | David Livingston            | Peter Allan Fields & Michael Piller                                      | 15 maj 1994             | 443       |
| 44          | 24            | "The Collaborator"     | Okänt    | Cliff Bole                  | Gary Holland, Ira Steven Behr & Robert Hewitt Wolfe                      | 22 maj 1994             | 444       |
| 45          | 25            | "Tribunal"             | 47944.2  | Avery Brooks                | Bill Dial                                                                | 5 juni 1994             | 445       |
| 46          | 26            | "The Jem'Hadar"        | Okänt    | Kim Friedman                | Ira Steven Behr                                                          | 12 juni 1994            | 446       |

### Säsong 3 (1994–95)
| Nr i serien | Nr i säsongen | Titel                       | Stardate | Regissör                    | Författare                                                                                  | Sändningsdatum                  | Prod. kod |
| ----------- | ------------- | --------------------------- | -------- | --------------------------- | ------------------------------------------------------------------------------------------- | ------------------------------- | --------- |
| 4748        | 12            | "The Search"                | 48213.1  | Kim FriedmanJonathan Frakes | Ira Steven Behr, Robert Hewitt Wolfe & Ronald D. MooreIra Steven Behr & Robert Hewitt Wolfe | 26 september 19943 oktober 1994 | 447448    |
| 49          | 3             | "The House of Quark"        | Okänt    | Les Landau                  | Ronald D. Moore & Tom Benko                                                                 | 10 oktober 1994                 | 449       |
| 50          | 4             | "Equilibrium"               | Okänt    | Cliff Bole                  | Christopher Teague & René Echevarria                                                        | 17 oktober 1994                 | 450       |
| 51          | 5             | "Second Skin"               | Okänt    | Les Landau                  | Robert Hewitt Wolfe                                                                         | 24 oktober 1994                 | 451       |
| 52          | 6             | "The Abandoned"             | Okänt    | Avery Brooks                | D. Thomas Maio & Steve Warnek                                                               | 31 oktober 1994                 | 452       |
| 53          | 7             | "Civil Defense"             | Okänt    | Reza Badiyi                 | Mike Krohn                                                                                  | 7 november 1994                 | 453       |
| 54          | 8             | "Meridian"                  | 48423.2  | Jonathan Frakes             | Mark Gehred-O'Connell, Hilary Bader & Evan Carlos Somers                                    | 14 november 1994                | 454       |
| 55          | 9             | "Defiant"                   | 48423.2  | Jonathan Frakes             | Ronald D. Moore                                                                             | 21 november 1994                | 455       |
| 56          | 10            | "Fascination"               | Okänt    | Avery Brooks                | Ira Steven Behr, James Crocker & Philip Lazebnik                                            | 28 november 1994                | 456       |
| 5758        | 1112          | "Past Tense"                | 48481.2  | Reza BadiyiJonathan Frakes  | Ira Steven Behr, Robert Hewitt Wolfe & René Echevarria                                      | 2 januari 19959 januari 1995    | 457458    |
| 59          | 13            | "Life Support"              | 48498.4  | Reza Badiyi                 | Ronald D. Moore, Christian Ford & Roger Soffer                                              | 31 januari 1995                 | 459       |
| 60          | 14            | "Heart of Stone"            | 48521.5  | Alexander Singer            | Ira Steven Behr & Robert Hewitt Wolfe                                                       | 6 februari 1995                 | 460       |
| 61          | 15            | "Destiny"                   | 48543.2  | Les Landau                  | David S. Cohen & Martin A. Winer                                                            | 13 februari 1995                | 461       |
| 62          | 16            | "Prophet Motive"            | Okänt    | René Auberjonois            | Ira Steven Behr & Robert Hewitt Wolfe                                                       | 20 februari 1995                | 462       |
| 63          | 17            | "Visionary"                 | Okänt    | Reza Badiyi                 | Ethan H. Calk & John Shirley                                                                | 27 februari 1995                | 463       |
| 64          | 18            | "Distant Voices"            | Okänt    | Alexander Singer            | Ethan H. Calk & John Shirley                                                                | 10 april 1995                   | 464       |
| 65          | 19            | "Through the Looking Glass" | Okänt    | Winrich Kolbe               | Ira Steven Behr & Robert Hewitt Wolfe                                                       | 17 april 1995                   | 466       |
| 66          | 20            | "Improbable Cause"          | Okänt    | Winrich Kolbe               | Robert Lederman, David R. Long & René Echevarria                                            | 24 april 1995                   | 465       |
| 67          | 21            | "The Die is Cast"           | Okänt    | David Livingston            | Ronald D. Moore                                                                             | 1 maj 1995                      | 467       |
| 68          | 22            | "Explorers"                 | Okänt    | Cliff Bole                  | René Echevarria & Hilary J. Bader                                                           | 8 maj 1995                      | 468       |
| 69          | 23            | "Family Business"           | Okänt    | René Auberjonois            | Ira Steven Behr & Robert Hewitt Wolfe                                                       | 15 maj 1995                     | 469       |
| 70          | 24            | "Shakaar"                   | Okänt    | Jonathan West               | Gordon Dawson                                                                               | 22 maj 1995                     | 470       |
| 71          | 25            | "Facets"                    | 48959.1  | Cliff Bole                  | René Echevarria                                                                             | 12 juni 1995                    | 471       |
| 72          | 26            | "The Adversary"             | 48962.5  | Alexander Singer            | Ira Steven Behr & Robert Hewitt Wolfe                                                       | 19 juni 1995                    | 472       |

### Säsong 4 (1995–96)
| Nr i serien                                                                                         | Nr i säsongen | Titel                    | Stardate | Regissör         | Författare                                                         | Sändningsdatum   | Prod. kod |
| --------------------------------------------------------------------------------------------------- | ------------- | ------------------------ | -------- | ---------------- | ------------------------------------------------------------------ | ---------------- | --------- |
| 7374                                                                                                | 12            | "The Way of the Warrior" | 49011.4  | James L. Conway  | Ira Steven Behr & Robert Hewitt Wolfe                              | 2 oktober 1995   | 473475    |
| 75                                                                                                  | 3             | "The Visitor"            | Okänt    | David Livingston | Michael Taylor                                                     | 9 oktober 1995   | 476       |
| 76                                                                                                  | 4             | "Hippocratic Oath"       | 49066.5  | René Auberjonois | Nicholas Corea & Lisa Klink                                        | 16 oktober 1995  | 475       |
| 77                                                                                                  | 5             | "Indiscretion"           | Okänt    | LeVar Burton     | Toni Marberry, Jack Trevino & Nicholas Corea                       | 23 oktober 1995  | 477       |
| 78                                                                                                  | 6             | "Rejoined"               | 49195.5  | Avery Brooks     | René Echevarria & Ronald D. Moore                                  | 30 oktober 1995  | 478       |
| 79                                                                                                  | 7             | "Starship Down"          | 49263.5  | Alexander Singer | David Mack & John J. Ordover                                       | 6 november 1995  | 479       |
| 80                                                                                                  | 8             | "Little Green Men"       | Okänt    | James L. Conway  | Toni Marberry, Jack Trevino, Ira Steven Behr & Robert Hewitt Wolfe | 13 november 1995 | 480       |
| Quark, Rom och Nog slungas av misstag tillbaka i tiden till Roswell, New Mexico, på Jorden år 1947. |               |                          |          |                  |                                                                    |                  |           |
| 81                                                                                                  | 9             | "The Sword of Kahless"   | Okänt    | LeVar Burton     | Richard Danus & Hans Beimler                                       | 20 november 1995 | 481       |
| 82                                                                                                  | 10            | "Our Man Bashir"         | Okänt    | Winrich Kolbe    | Ronald D. Moore                                                    | 27 november 1995 | 482       |
| 83                                                                                                  | 11            | "Homefront"              | Okänt    | David Livingston | Ira Steven Behr & Robert Hewitt Wolfe                              | 1 januari 1996   | 483       |
| 84                                                                                                  | 12            | "Paradise Lost"          | Okänt    | Reza Badiyi      | Ira Steven Behr, Hans Beimler & Ronald D. Moore                    | 8 januari 1996   | 484       |
| 85                                                                                                  | 13            | "Crossfire"              | Okänt    | Les Landau       | René Echevarria                                                    | 29 januari 1996  | 485       |
| 86                                                                                                  | 14            | "Return to Grace"        | Okänt    | Jonathan West    | Tom Benko & Hans Beimler                                           | 5 februari 1996  | 486       |
| 87                                                                                                  | 15            | "Sons of Mogh"           | 49556.2  | David Livingston | Ronald D. Moore                                                    | 12 februari 1996 | 487       |
| 88                                                                                                  | 16            | "Bar Association"        | Okänt    | LeVar Burton     | Barbara Lee, Jenifer A. Lee, Robert Hewitt Wolfe & Ira Steven Behr | 19 februari 1996 | 488       |
| 89                                                                                                  | 17            | "Accession"              | Okänt    | Les Landau       | Jane Espenson                                                      | 26 februari 1996 | 489       |
| 90                                                                                                  | 18            | "Rules of Engagement"    | Okänt    | LeVar Burton     | Ronald D. Moore, Bradley Thompson & David Weddle                   | 8 april 1996     | 490       |
| 91                                                                                                  | 19            | "Hard Time"              | Okänt    | Alexander Singer | Robert Hewitt Wolfe, Daniel Keys Moran & Lynn Barker               | 15 april 1996    | 491       |
| 92                                                                                                  | 20            | "Shattered Mirror"       | Okänt    | James L. Conway  | Ira Steven Behr & Hans Beimler                                     | 22 april 1996    | 492       |
| 93                                                                                                  | 21            | "The Muse"               | Okänt    | David Livingston | René Echevarria & Majel Barrett                                    | 29 april 1996    | 493       |
| 94                                                                                                  | 22            | "For the Cause"          | Okänt    | James L. Conway  | Ronald D. Moore                                                    | 6 maj 1996       | 494       |
| 95                                                                                                  | 23            | "To the Death"           | 49904.2  | LeVar Burton     | Ira Steven Behr & Robert Hewitt Wolfe                              | 13 maj 1996      | 496       |
| 96                                                                                                  | 24            | "The Quickening"         | Okänt    | René Auberjonois | Naren Shankar                                                      | 20 maj 1996      | 495       |
| 97                                                                                                  | 25            | "Body Parts"             | Okänt    | Avery Brooks     | Louis P. DeSantis, Robert J. Bolivar & Hans Beimler                | 10 juni 1996     | 497       |
| 98                                                                                                  | 26            | "Broken Link"            | 49962.4  | Avery Brooks     | George A. Brozak, Robert Hewitt Wolfe & Ira Steven Behr            | 17 juni 1996     | 498       |

### Säsong 5 (1996–97)
| Nr i serien | Nr i säsongen | Titel                                          | Stardate | Regissör               | Författare                                                                            | Sändningsdatum    | Prod. kod |
| --- | ------------- | ---------------------------------------------- | -------- | ---------------------- | ------------------------------------------------------------------------------------- | ----------------- | --------- |
| 99 | 1             | "Apocalypse Rising"                            | Okänt    | James L. Conway        | Ira Steven Behr & Robert Hewitt Wolfe                                                 | 30 september 1996 | 499       |
| 100 | 2             | "The Ship"                                     | 50049.3  | Kim Friedman           | Hans Beimler, Pam Wigginton & Rick Cason                                              | 7 oktober 1996    | 500       |
| 101 | 3             | "Looking for par'Mach in All the Wrong Places" | Okänt    | Andrew Robinson        | Ronald D. Moore                                                                       | 14 oktober 1996   | 501       |
| 102 | 4             | "...Nor the Battle to the Strong"              | Okänt    | Kim Friedman           | René Echevarria & Brice R. Parker                                                     | 21 oktober 1996   | 502       |
| 103 | 5             | "The Assignment"                               | Okänt    | Allan Kroeker          | David Weddle, Bradley Thompson, David R. Long & Robert Lederman                       | 28 oktober 1996   | 504       |
| 104 | 6             | "Trials and Tribble-ations"                    | 4523.7   | Jonathan West          | Ronald D. Moore, René Echevarria, Ira Steven Behr, Hans Beimler & Robert Hewitt Wolfe | 4 november 1996   | 503       |
| Sisko och hans besättning åker tillbaka i tiden till kapten Kirks tid för att hitta en bomb maskerad som en tribble. |               |                                                |          |                        |                                                                                       |                   |           |
| 105 | 7             | "Let He Who Is Without Sin..."                 | Okänt    | René Auberjonois       | Robert Hewitt Wolfe &Ira Steven Behr                                                  | 11 november 1996  | 505       |
| 106 | 8             | "Things Past"                                  | Okänt    | LeVar Burton           | Michael Taylor                                                                        | 18 november 1996  | 506       |
| 107 | 9             | "The Ascent"                                   | Okänt    | Allan Kroeker          | Ira Steven Behr & Robert Hewitt Wolfe                                                 | 25 november 1996  | 507       |
| 108 | 10            | "Rapture"                                      | Okänt    | Jonathan West          | Hans Beimler & L.J. Strom                                                             | 30 november 1996  | 508       |
| 109 | 11            | "The Darkness and the Light"                   | 50416.2  | Mike Vejar             | Ronald D. Moore & Bryan Fuller                                                        | 6 januari 1997    | 509       |
| 110 | 12            | "The Begotten"                                 | Okänt    | Jesús Salvador Treviño | René Echevarria                                                                       | 27 januari 1997   | 510       |
| 111 | 13            | "For the Uniform"                              | 50485.2  | Victor Lobl            | Peter Allan Fields                                                                    | 3 februari 1997   | 511       |
| 112 | 14            | "In Purgatory's Shadow"                        | Okänt    | Gabrielle Beaumont     | Robert Hewitt Wolfe & Ira Steven Behr                                                 | 10 februari 1997  | 512       |
| 113 | 15            | "By Inferno's Light"                           | 50564.2  | Les Landau             | Ira Steven Behr & Robert Hewitt Wolfe                                                 | 17 februari 1997  | 513       |
| 114 | 16            | "Doctor Bashir, I Presume?"                    | Okänt    | David Livingston       | Ronald D. Moore & Jimmy Diggs                                                         | 24 februari 1997  | 514       |
| 115 | 17            | "A Simple Investigation"                       | Okänt    | John T. Kretchmer      | René Echevarria                                                                       | 31 mars 1997      | 515       |
| 116 | 18            | "Business as Usual"                            | Okänt    | Siddig El Fadil        | Bradley Thompson & David Weddle                                                       | 7 april 1997      | 516       |
| 117 | 19            | "Ties of Blood and Water"                      | 50712.5  | Avery Brooks           | Robert Hewitt Wolfe, Edmund Newton & Robbin L. Slocum                                 | 14 april 1997     | 517       |
| 118 | 20            | "Ferengi Love Songs"                           | Okänt    | René Auberjonois       | Ira Steven Behr & Hans Beimler                                                        | 21 april 1997     | 518       |
| 119 | 21            | "Soldiers of the Empire"                       | Okänt    | LeVar Burton           | Ronald D. Moore                                                                       | 28 april 1997     | 519       |
| 120 | 22            | "Children of Time"                             | 50814.2  | Allan Kroeker          | René Echevarria, Gary Holland & Ethan H. Calk                                         | 5 maj 1997        | 520       |
| 121 | 23            | "Blaze of Glory"                               | Okänt    | Kim Friedman           | Robert Hewitt Wolfe & Ira Steven Behr                                                 | 12 maj 1997       | 521       |
| 122 | 24            | "Empok Nor"                                    | Okänt    | Mike Vejar             | Hans Beimler & Bryan Fuller                                                           | 19 maj 1997       | 522       |
| 123 | 25            | "In the Cards"                                 | 50929.4  | Michael Dorn           | Ronald D. Moore, Truly Barr Clark & Scott J. Neal                                     | 9 juni 1997       | 523       |
| 124 | 26            | "Call to Arms"                                 | 50975.2  | Allan Kroeker          | Ira Steven Behr & Robert Hewitt Wolfe                                                 | 16 juni 1997      | 524       |

### Säsong 6 (1997–98)
| Nr i serien | Nr i säsongen | Titel                               | Stardate | Regissör               | Författare                                                            | Sändningsdatum    | Prod. kod |
| --- | ------------- | ----------------------------------- | -------- | ---------------------- | --------------------------------------------------------------------- | ----------------- | --------- |
| 125 | 1             | "A Time to Stand"                   | Okänt    | Allan Kroeker          | Ira Steven Behr & Hans Beimler                                        | 29 september 1997 | 525       |
| 126 | 2             | "Rocks and Shoals"                  | 51107.2  | Mike Vejar             | Ronald D. Moore                                                       | 6 oktober 1997    | 527       |
| 127 | 3             | "Sons and Daughters"                | Okänt    | Jesús Salvador Treviño | Bradley Thompson & David Weddle                                       | 13 oktober 1997   | 526       |
| 128 | 4             | "Behind the Lines"                  | 51149.5  | LeVar Burton           | René Echevarria                                                       | 20 oktober 1997   | 528       |
| 129 | 5             | "Favor the Bold"                    | Okänt    | Winrich Kolbe          | Ira Steven Behr & Hans Beimler                                        | 27 oktober 1997   | 529       |
| 130 | 6             | "Sacrifice of Angels"               | Okänt    | Allan Kroeker          | Ira Steven Behr & Hans Beimler                                        | 3 november 1997   | 530       |
| 131 | 7             | "You are Cordially Invited..."      | 51247.5  | David Livingston       | Ronald D. Moore                                                       | 10 november 1997  | 531       |
| 132 | 8             | "Resurrection"                      | Okänt    | LeVar Burton           | Michael Taylor                                                        | 17 november 1997  | 532       |
| 133 | 9             | "Statistical Probabilities"         | Okänt    | Anson Williams         | René Echevarria & Pam Pietroforte                                     | 24 november 1997  | 532       |
| 134 | 10            | "The Magnificent Ferengi"           | Okänt    | Chip Chalmers          | Ira Steven Behr & Hans Beimler                                        | 1 januari 1998    | 534       |
| 135 | 11            | "Waltz"                             | 51413.6  | René Auberjonois       | Ronald D. Moore                                                       | 8 januari 1998    | 535       |
| 136 | 12            | "Who Mourns for Morn?"              | Okänt    | Victor Lobl            | Mark Gehred-O'Connell                                                 | 4 februari 1998   | 536       |
| 137 | 13            | "Far Beyond the Stars"              | Okänt    | Avery Brooks           | Ira Steven Behr, Hans Beimler & Marc Scott Zicree                     | 11 februari 1998  | 538       |
| Efter att en väns skepp har förstörts överväger Sisko att lämna Stjärnflottan. Genom mystiska omständigheter får han visioner av sig själv som en science fiction författare under 1950-talets USA, vilket får en stor påverkan på hans beslut. |               |                                     |          |                        |                                                                       |                   |           |
| 138 | 14            | "One Little Ship"                   | 51474.2  | Allan Kroeker          | David Weddle & Bradley Thompson                                       | 18 februari 1998  | 537       |
| 139 | 15            | "Honor Among Thieves"               | Okänt    | Allan Eastman          | René Echevarria & Philip Kim                                          | 25 februari 1998  | 539       |
| 140 | 16            | "Change of Heart"                   | 51597.2  | David Livingston       | Ronald D. Moore                                                       | 4 mars 1998       | 540       |
| 141 | 17            | "Wrongs Darker Than Death or Night" | Okänt    | Jonathan West          | Ira Steven Behr & Hans Beimler                                        | 1 april 1998      | 541       |
| 142 | 18            | "Inquisition"                       | Okänt    | Michael Dorn           | Bradley Thompson & David Weddle                                       | 8 april 1998      | 542       |
| 143 | 19            | "In the Pale Moonlight"             | 51721.3  | Victor Lobl            | Michael Taylor & Peter Allan Fields                                   | 15 april 1998     | 543       |
| Sisko ber Garak att hjälpa honom att få Romulanerna att gå med i kriget mot Dominion. |               |                                     |          |                        |                                                                       |                   |           |
| 144 | 20            | "His Way"                           | Okänt    | Allan Kroeker          | Ira Steven Behr & Hans Beimler                                        | 22 april 1998     | 544       |
| 145 | 21            | "The Reckoning"                     | Okänt    | Jesús Salvador Treviño | David Weddle, Bradley Thompson, Harry M. Werksman & Gabrielle Stanton | 29 april 1998     | 545       |
| 146 | 22            | "Valiant"                           | 51825.4  | Mike Vejar             | Ronald D. Moore                                                       | 6 maj 1998        | 546       |
| 147 | 23            | "Profit and Lace"                   | Okänt    | Alexander Siddig       | Ira Steven Behr & Hans Beimler                                        | 13 maj 1998       | 547       |
| 148 | 24            | "Time's Orphan"                     | Okänt    | Allan Kroeker          | David Weddle, Bradley Thompson & Joe Menosky                          | 20 maj 1998       | 548       |
| 149 | 25            | "The Sound of Her Voice"            | 51948.3  | Winrich Kolbe          | Ronald D. Moore & Pam Pietroforte                                     | 10 juni 1998      | 549       |
| 150 | 26            | "Tears of the Prophets"             | Okänt    | Allan Kroeker          | Ira Steven Behr & Hans Beimler                                        | 17 juni 1998      | 550       |

### Säsong 7 (1998–99)
| Nr i serien | Nr i säsongen | Titel                                   | Stardate | Regissör         | Författare                                            | Sändningsdatum    | Prod. kod |
| --- | ------------- | --------------------------------------- | -------- | ---------------- | ----------------------------------------------------- | ----------------- | --------- |
| 151 | 1             | "Image in the Sand"                     | Okänt    | Les Landau       | Ira Steven Behr & Hans Beimler                        | 30 september 1998 | 551       |
| 152 | 2             | "Shadows and Symbols"                   | 52152.6  | Allan Kroeker    | Ira Steven Behr & Hans Beimler                        | 7 oktober 1998    | 552       |
| 153 | 3             | "Afterimage"                            | Okänt    | Les Landau       | René Echevarria                                       | 14 oktober 1998   | 553       |
| 154 | 4             | "Take Me Out to the Holosuite"          | Okänt    | Chip Chalmers    | Ronald D. Moore                                       | 21 oktober 1998   | 554       |
| 155 | 5             | "Chrysalis"                             | Okänt    | Jonathan West    | René Echevarria                                       | 28 oktober 1998   | 555       |
| 156 | 6             | "Treachery, Faith, and the Great River" | Okänt    | Steve Posey      | David Weddle, Bradley Thompson & Philip Kim           | 4 november 1998   | 556       |
| 157 | 7             | "Once More Unto the Breach"             | Okänt    | Allan Kroeker    | Ronald D. Moore                                       | 11 november 1998  | 557       |
| 158 | 8             | "The Siege of AR-558"                   | Okänt    | Winrich Kolbe    | Ira Steven Behr & Hans Beimler                        | 14 november 1998  | 558       |
| 159 | 9             | "Covenant"                              | Okänt    | John Kretchmer   | René Echevarria                                       | 25 november 1998  | 559       |
| 160 | 10            | "It's Only a Paper Moon"                | 52235.7  | Anson Williams   | Ronald D. Moore, David Mack & John J. Ordover         | 30 december 1998  | 560       |
| 161 | 11            | "Prodigal Daughter"                     | Okänt    | Victor Lobl      | David Weddle & Bradley Thompson                       | 6 januari 1999    | 561       |
| 162 | 12            | "The Emperor's New Cloak"               | Okänt    | LeVar Burton     | Ira Steven Behr & Hans Beimler                        | 3 februari 1999   | 562       |
| 163 | 13            | "Field of Fire"                         | Okänt    | Tony Dow         | Robert Hewitt Wolfe                                   | 10 februari 1999  | 563       |
| 164 | 14            | "Chimera"                               | Okänt    | Steve Posey      | René Echevarria                                       | 17 februari 1999  | 564       |
| 165 | 15            | "Badda-Bing Badda-Bang"                 | Okänt    | Mike Vejar       | Ira Steven Behr & Hans Beimler                        | 24 februari 1999  | 566       |
| 166 | 16            | "Inter Arma Enim Silent Leges"          | Okänt    | David Livingston | Ronald D. Moore                                       | 3 mars 1999       | 565       |
| 167 | 17            | "Penumbra"                              | 52576.2  | Steve Posey      | René Echevarria                                       | 7 april 1999      | 567       |
| 168 | 18            | "'Til Death Do Us Part"                 | Okänt    | Winrich Kolbe    | Bradley Thompson & David Weddle                       | 14 april 1999     | 568       |
| 169 | 19            | "Strange Bedfellows"                    | Okänt    | René Auberjonois | Ronald D. Moore                                       | 21 april 1999     | 569       |
| 170 | 20            | "The Changing Face of Evil"             | Okänt    | Mike Vejar       | Ira Steven Behr & Hans Beimler                        | 28 april 1999     | 570       |
| 171 | 21            | "When It Rains..."                      | Okänt    | Michael Dorn     | René Echevarria & Spike Steingasser                   | 5 maj 1999        | 571       |
| 172 | 22            | "Tacking Into the Wind"                 | Okänt    | Mike Vejar       | Ronald D. Moore                                       | 12 maj 1999       | 572       |
| 173 | 23            | "Extreme Measures"                      | 52645.7  | Steve Posey      | David Weddle & Bradley Thompson                       | 19 maj 1999       | 573       |
| 174 | 24            | "The Dogs of War"                       | 52861.3  | Avery Brooks     | René Echevarria, Ronald D. Moore & Peter Allan Fields | 26 maj 1999       | 574       |
| 175176 | 2526          | "What You Leave Behind"                 | Okänt    | Allan Kroeker    | Ira Steven Behr & Hans Beimler                        | 2 juni 1999       | 575576    |
| Sisko leder alliansen bestående av Federationen/Klingonerna/Romulanerna i den slutliga offensiven mot Cardassiernas hemplanet. Dukat och Winn reser till eldgrottorna för att släppa lös Pah-Wraitherna, medan Damar leder sitt folk i en revolution i ett försök att störta Dominionregimen. |               |                                         |          |                  |                                                       |                   |           |

### Fotnoter
1. ↑  ”Star Trek: Deep Space Nine” (på engelska). TV.Com. Arkiverad från originalet den 10 september 2011. https://web.archive.org/web/20110910142559/http://www.tv.com/shows/star-trek-deep-space-nine/. Läst 26 januari 2017.
2. ↑  ”IMDb Star Trek: Deep Space Nine - episode list”. http://www.imdb.com/title/tt0106145/episodes?season=1.